# Autocesta A4 (Poljska)
Autocesta A4 (poljski: Autostrada A4) je najdulja autocesta u Poljskoj. Spaja zapadnu granicu Poljske s Njemačkom i istočnu granicu Poljske s Ukrajinom. Njenih 667 kilometara vodi kroz južnu Poljsku, prateći smjerove planinskih masiva Sudeta i Karpata. Dio je Paneuropskog koridora III, kao i europskog pravca E40.
Nastavljajući se na njemačku autocestu A4 iz smjera Dresdena, poljska autocesta A4 spaja veće gradove i konurbacije juga zemlje, kao što su Legnica, Wrocław, Opole, Gornjošleska konurbacija (Gliwice, Katowice), Kraków, Tarnów i Rzeszów.
Dio je mreže autocesta i brzih cesta, pa se tako na čvorištima povezuje i s autocestama A18, A8 i A1 te s brzim cestama S3, S1, S52, S7 i S19.